# Ageostrofia
La ageostrofia o (flujo aeostrófico) es la diferencia entre el viento y una corriente geostrófica. Dado que la geostrofia es un equilibrio exacto entre la fuerza de Coriolis y la fuerza del gradiente barométrico, el flujo ageostrófico refleja un desequilibrio y, por lo tanto, a menudo está implicado en perturbaciones, movimientos verticales (importantes para el clima) y cambios rápidos con el tiempo. El flujo ageostrófico refleja la existencia de todos los demás términos en la ecuación del momento que se descuidan en esa idealización, incluida la fricción y la aceleración del material Dv/Dt, que incluye la fuerza centrífuga en el flujo curvo.